# Teatro Tenda (Bologna)
Das Teatro Tenda war eine Mehrzweckhalle in Bologna, Italien.

## Geschichtliches
Die Arena wurde in den 1970er Jahren erbaut und im Jahr 1980 eröffnet. Das als Theater aufbereitete Gebäude befand sich auf der Via Nazario Sauro 28 in Parco Nord, Bologna. Das Bauwerk besaß eine Zuschauerkapazität von mehr als 5.000 Besuchern und wurde hauptsächlich als Austragungsort für Konzertveranstaltungen genutzt. Ebenfalls diente die Arena als Kongressgebäude und für Tagungen. Im Jahr 1986 wurde die Mehrzweckhalle abgerissen. Das Kaffeehaus und Restaurant „La Margherita“ befindet sich heute auf dem Areal. Unter anderem traten hier schon Frank Zappa, Eric Clapton, Def Leppard, U2, Depeche Mode und Iron Maiden auf.